# Portrait de femme (Pollaiuolo)
 (avril 2019).
Si vous disposez d'ouvrages ou d'articles de référence ou si vous connaissez des sites web de qualité traitant du thème abordé ici, merci de compléter l'article en donnant les références utiles à sa vérifiabilité et en les liant à la section « Notes et références ».
Pour les articles homonymes, voir Portrait de femme.
Le Portrait de femme est un tableau a tempera et à l'huile sur bois (55 × 34 cm), sans doute attribué à Antonio ou Piero del Pollaiolo, datant de 1475 environ et conservé au musée des Offices à Florence. 

## Histoire
L’œuvre, installée à la Galerie des Offices depuis 1861, fait partie du groupe de portraits de femmes de profil, dont le Portrait de dame du musée Poldi-Pezzoli, à Milan. La peinture était autrefois attribuée par les conservateurs du musée à Piero della Francesca, Leonardo Giovane puis Cosimo Rosselli. 
Trois autres portraits, de taille, technique et typologie assez similaires, se trouvent au Metropolitan Museum de New York, à la Gemäldegalerie à Berlin et au Isabella Stewart Gardner Museum à Boston. La critique est substantiellement divisée sur l'attribution à l'un ou l'autre des frères Pollaiolo. Certains, comme Bernard Berenson, attribuent tous les chefs-d’œuvre à Antonio, laissant à Piero les œuvres les plus faibles ou les moins réussies; d'autres, au contraire, constatent que dans les sources anciennes, avant Vasari, Antonio n'est cité qu'en tant que sculpteur et graveur, attribuant à Piero, à la tête d'un atelier en 1480, toute la production picturale; d'autres suivent finalement une ligne par thèmes: ceux mythologiques, d'action et de bataille à Antonio, ceux plus statiques et contemplatifs, y compris les profils, à Piero. 

## Description et style
La jeune femme est représentée en buste, tournée à gauche, regardant sereinement devant elle. Le teint est légèrement rose et contraste avec la richesse artificielle de la coiffure et de la robe, où chaque détail est décrit en détail. Les cheveux sont rassemblés dans la coiffure appelée vespaio, avec un voile de perles, avec au centre ici un diadème avec des pierres précieuses, qui maintient les cheveux dans un chignon élaboré tournant derrière la nuque et tenant également un voile transparent couvrant les oreilles. Une autre chaîne de perles est suspendue au cou avec un pendentif doré orné d'un rubis et d'autres perles. La robe, sur laquelle est épinglée une broche très riche décrite en détail (il y a aussi un ange en relief surmontant une gemme rouge fixée au centre et entourée de trois perles blanches), se caractérise par des manches en brocart, qui était la partie la plus précieuse de la robe, amovible et interchangeable; le reste du buste est en velours rouge foncé, une couleur produite à Florence. La description détaillée de ces détails montre comment l’œuvre devait à l’origine certifier un statut social élevé, ainsi que la beauté de la fille. 
Les bijoux de perles et de rubis semblent renvoyer à la signification du mariage, suggérant une destination possible du portrait en guise de dot ou en cadeau à la famille de l'époux avant l'initiation du contrat de mariage. Les perles évoquent en fait la pureté virginale et le rubis le rouge de l'amour. Le pendentif ressemble beaucoup à celui du portrait de New York: il n’est pas improbable que l’objet ait été le fruit du même atelier des Pollaiolo, également orfèvres. 
Le même choix de profil est lié à l'ennoblissement du personnage, qui remonte aux cycles humanistes de Vir illustribus, eux-mêmes dérivés du portrait impérial romain représenté sur des pièces de monnaie. 
Sur le plan stylistique, ces œuvres ont en commun des contours clairs qui se détachent sur un fond bleu, avec une ligne claire et expressive, qui était l'un des traits les plus typiques de l'art florentin dans la seconde moitié du XVe siècle des frères Pollaiolo.

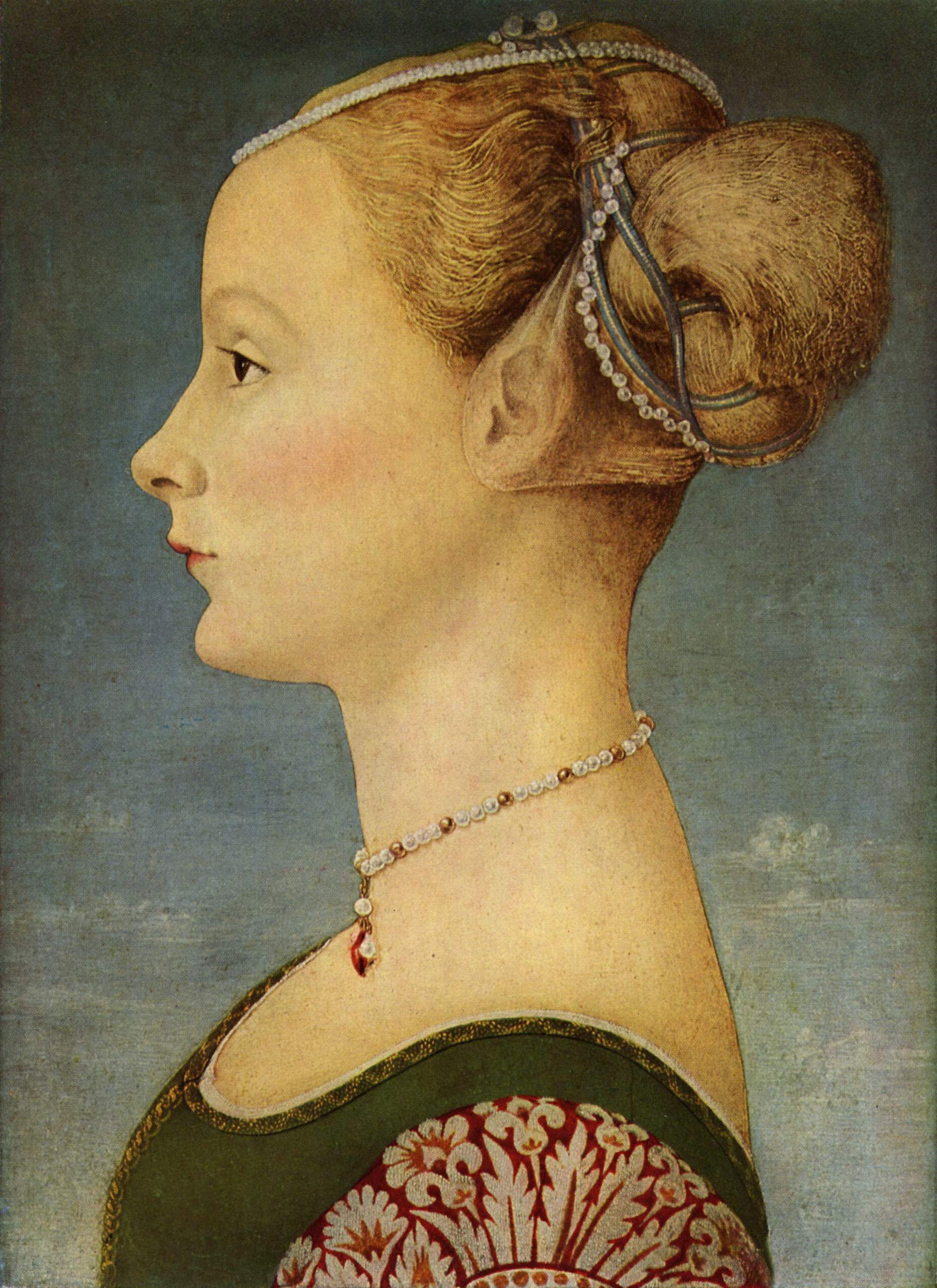
Portrait de dame, musée Poldi-Pezzoli, Milan
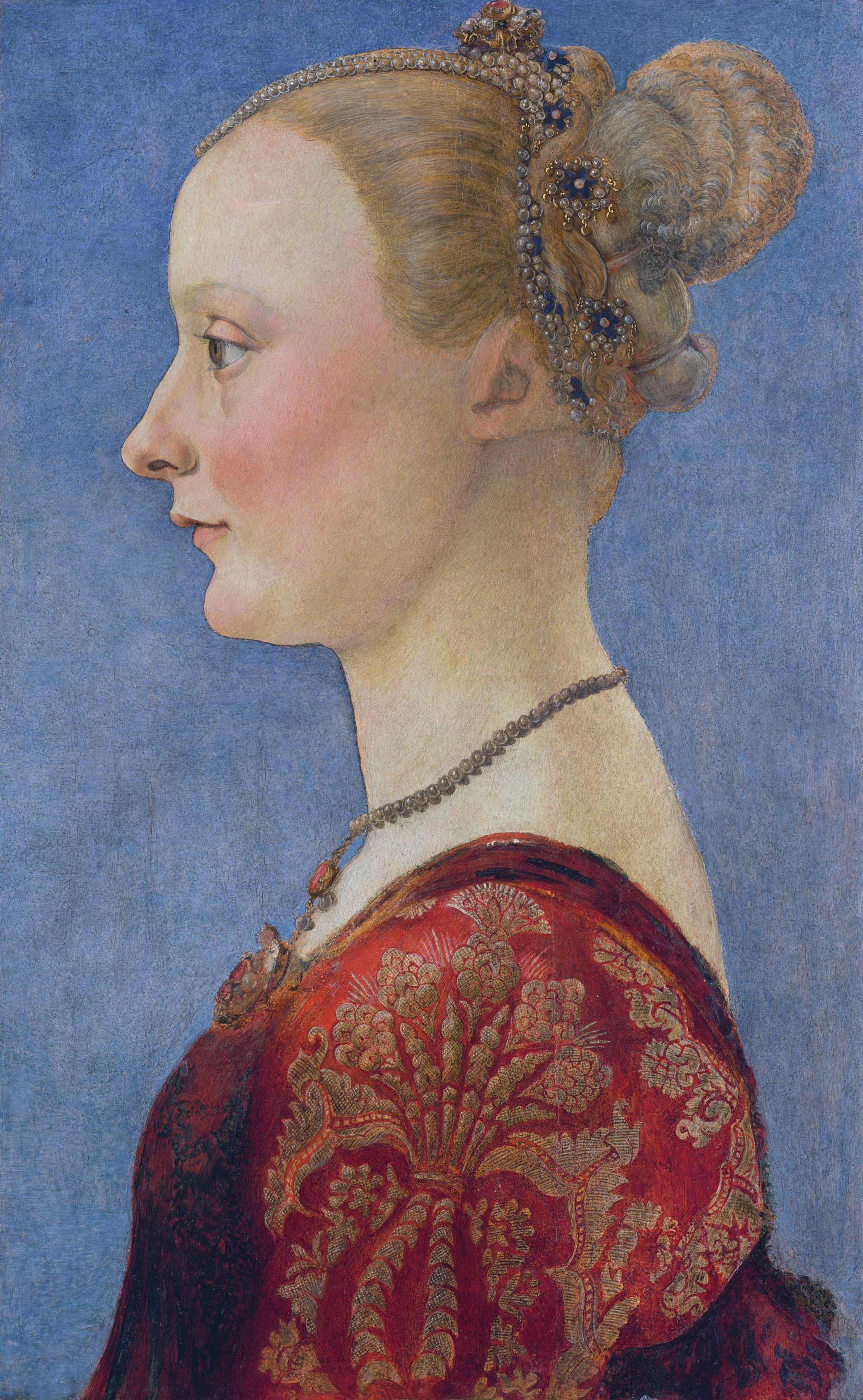
Portrait d'une jeune femme, Metropolitan Museum of Art, New York
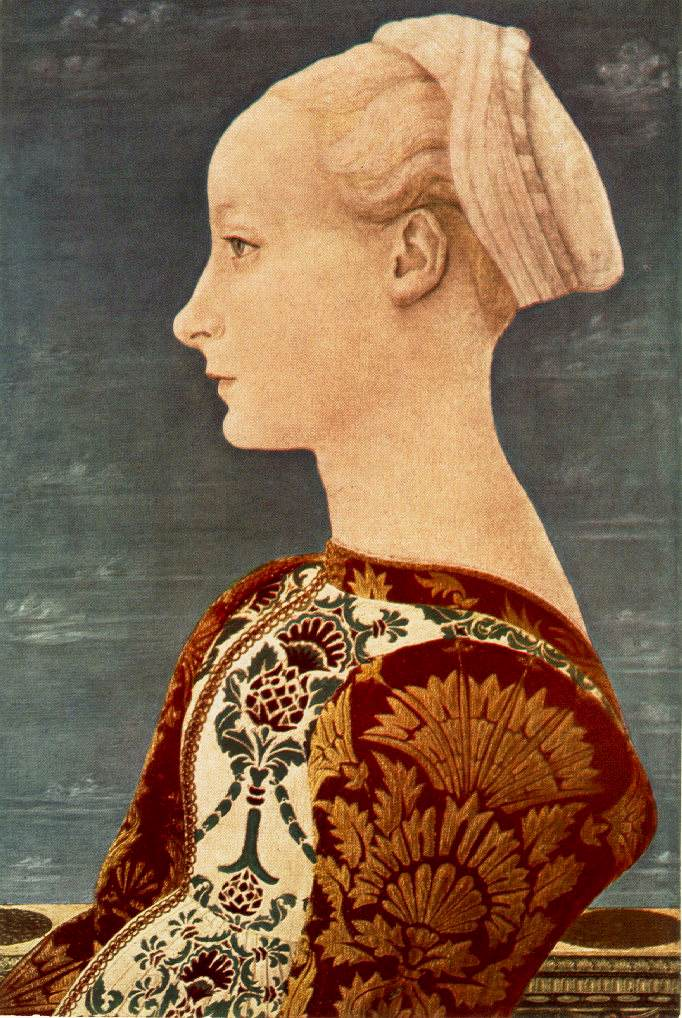
Portrait d'une jeune femme de profil, Gemäldegalerie, Berlin